# Amphimeloides sexmaculatus
Amphimeloides sexmaculatus là một loài bọ cánh cứng trong họ Chrysomelidae. Loài này được Kimoto & Takizawa miêu tả khoa học năm 2002.